# In vivo

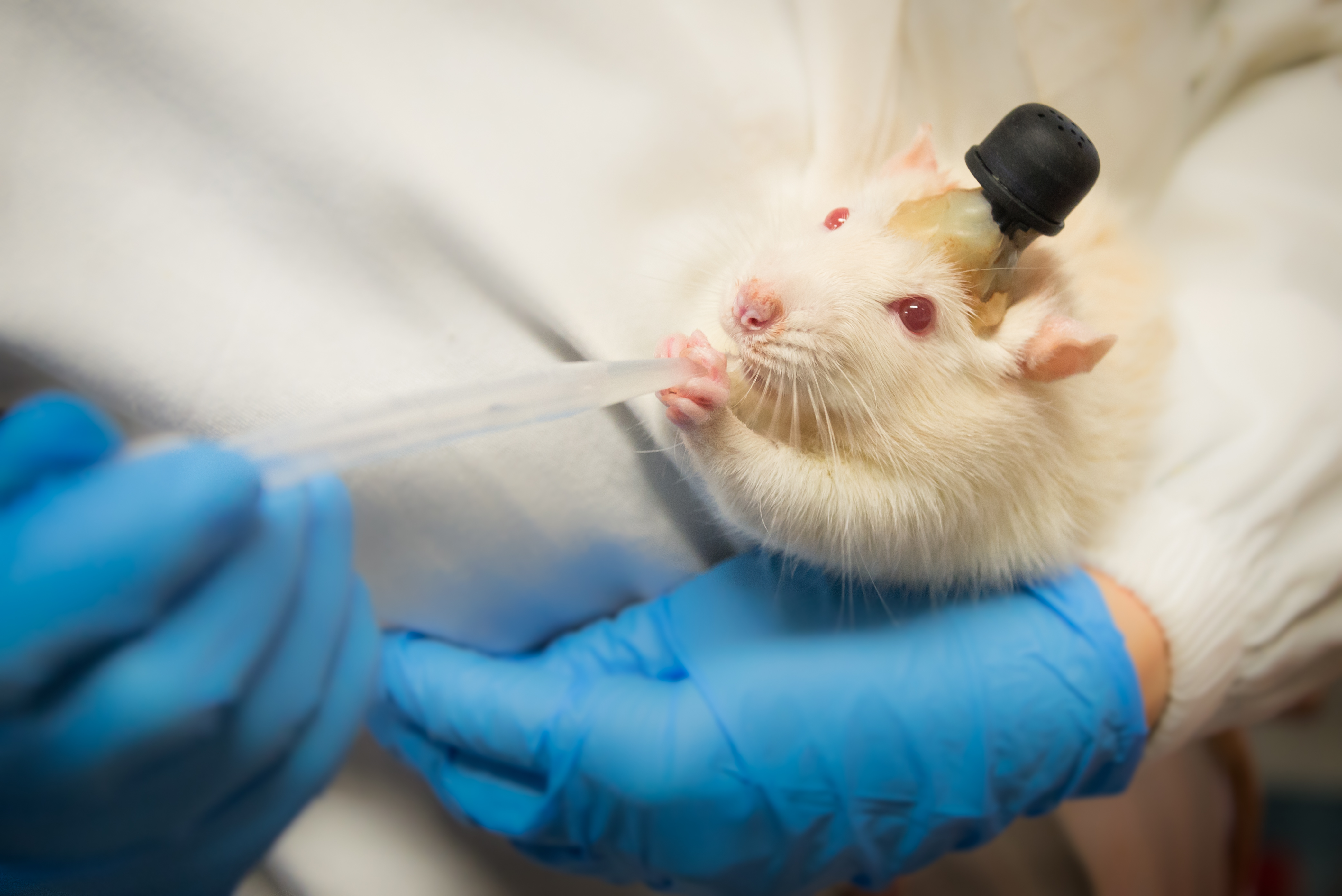
Een laboratoriumrat met een hersen-implantaat, gebruikt om hersenactiviteit in vivo te registreren voor onderzoek

In vivo-onderzoek (Latijn voor "in het levende"; vaak cursief geschreven) is wetenschappelijk onderzoek waarbij processen of effecten in een levend organisme worden bestudeerd. In tegenstelling tot in vitro-onderzoek (dat plaatsvindt in een reageerbuis of kweekplaat) en ex vivo-onderzoek (waarbij cellen of weefsels buiten het lichaam worden bestudeerd, maar wel direct afkomstig zijn uit een organisme), gebruikt men de term in vivo als het gaat om de natuurlijke biologische context van een volledig levend systeem.
Voorbeelden van in vivo-experimenten zijn het testen van nieuwe geneesmiddelen of vaccins in proefdieren (zoals muizen of zebravissen), om vervolgens effectiviteit, verdeling over het lichaam (farmacokinetiek) en eventuele neveneffecten in het organisme te meten. Levende diermodellen worden daarnaast gebruikt voor onderzoek naar gedrag, het in kaart brengen van orgaanactiviteit of om tumorgroei te volgen (xenograft-modellen). Klinische studies bij mensen worden meestal ook tot in vivo-onderzoek gerekend.

## Ethiek
Bij dierproeven gelden strikte richtlijnen die zijn vastgelegd in nationale en internationale wetgeving, zoals de Europese richtlijn 2010/63/EU. Onderzoekers zijn verplicht om de zogenaamde 3V’s toe te passen: vervanging (gebruik alternatieven waar mogelijk), vermindering (gebruik zo min mogelijk proefdieren), en verfijning (minimaliseer pijn en stress). Alleen wanneer er geen geschikt in vitro of computationeel alternatief bestaat en het verwachte maatschappelijke of medische belang groot is, mag in vivo-onderzoek met dieren plaatsvinden. Dierexperimenten moeten vooraf worden goedgekeurd door een ethische commissie, die beoordeelt of het onderzoeksprotocol voldoet aan deze eisen.